# سانکوئیسی

سانکوئیسی شهری در شهرستان توئسه در استان بازگا در بورکینافاسوی مرکزی است و جمعیت آن ۲۳۱ نفر است.